# وفاعلی‌شاه شیرازی
وفاعلی‌شاه شیرازی با نام اصلی حاج‌آقا علی شیرازی (زاده ۱۲۶۴ قمری – درگذشت ۱۳۳۶ قمری در شیراز) از مدعیان قطبیت سلسله نعمت‌اللهی و امام جماعت مسجد نو شیراز بود.
او ابتدا تحت تعلیم و تربیت پدرش منورعلی‌شاه شیرازی که از مدعیان قطبیت سلسله نعمت‌اللهی بود بهره‌مند گشت. پس از فوت منورعلی‌شاه، مسند ارشاد به وفاعلی‌شاه منتقل شد و در همین زمان از طرف ناصرالدین‌شاه ملقب به «ذوالریاستین» گردید. دختر وی مادر کنزالسالکین بود.
وفاعلی‌شاه اولین مدرسه را در شیراز بنیان نهاد که به افتخار مسعود میرزا ظل‌السلطان پسر ناصرالدین‌شاه، «مسعودیه» نام گرفت. این مدرسه به سال ۱۳۲۴ قمری افتتاح شد و تا سال ۱۳۲۷ پابرجا بود. در دوران مشروطه وفاعلی‌شاه به صف طرفداران مشروطه پیوست و پسرش میرزا عبدالحسین را با خود همراه کرد. آنان برای دستیابی به خواسته‌های سیاسی خویش، انجمن‌های اسلامی و انصار را تأسیس کردند. سپس چاپخانه پارس و در سال ۱۳۳۰ قمری روزنامه احیا را دایر کرد. آنان در دوره استبداد صغیر به جای لباس روحانیت لباس سربازی می‌پوشیدند و مریدان خود را در حیاط مسجد نو به تمرینات نظامی دعوت می‌کردند تا به این طریق خود را برای مبارزه با مستبدین آماده سازند.
پس از درگذشت وفاعلی‌شاه، سید اسماعیل اجاق (صادق‌علی‌شاه) جانشین او شد و پس از فوت وی مسند ارشاد به میرزا عبدالحسین پسر وفاعلی‌شاه رسید.
وفاعلی‌شاه با بیگم‌خانم دختر رحمت‌علیشاه ازدواج کرده بود و میرزا عبدالحسین حاصل این ازدواج بود. رحمت‌علیشاه پسر حاجی معصوم مجتهد و پسرعموی وفاعلی‌شاه بود. مادر بیگم‌خانم دختر میرزا سید مهدی خلیفه سلطانی بود و نسب به سلطان العلماء عهد صفویه می‌برد.